# Museu d'Història de Cambrils
El Museu d'Història de Cambrils és una xarxa municipal que reuneix diferents museus i altres espais històrics dintre el territori cambrilenc.
Actualment, el museu s'encarrega de la preservació d'una onzena d'espais monumentals i de la difusió del patrimoni cultural de la ciutat a través de visites guiades, exposicions temporals, activitats didàctiques i rutes temàtiques, com és el cas de la ruta de la guerra civil a Cambrils. Des del 2012 s'incorporat a la Xarxa de Museus d'Història i Monuments de Catalunya. A més de l'ajuntament, hi col·laboren el Centre d'Estudis Cambrilencs i la Cooperativa Agrícola.